# Мохаммед, Халкурд Мула
Халку́рд Моха́ммед (курд. هلكورد ملا محمد, полное имя Мулла Мохаммед Халкурд Тахэр; 11 марта 1988, Мосул, Ирак) — иракский футболист, полузащитника. Его старший брат Хавар Мулла Мохаммед также футболист.

## Карьера
По национальности курд. Начал свою карьеру в клубе «Сулеймания» в 2004 году вместе со своим братом.

## Сборная
Халкурд выступал на AFC Youth Championship 2006, он сыграл четыре матча и забил один гол в матче с Саудовской Аравией, который закончился вничью 2-2. Халкурд выступал в составе олимпийской сборной Ирака по футболу на летних Олимпийских играх 2008. Он сыграл несколько матчей и помог Ираку выйти в финал этапа квалификации. Халкурд дебютировал за национальную сборную Ирака 8 июня 2007 году в товарищеском матче со сборной Иордании, матч закончился 1-1.
В 2008 Халкурд приняли участие в VIVA World Cup 2008 в составе Иракского Курдистана и забил гол в матче Иракский Курдистан — Лапландия в первом матче турнира, матч закончился 2-2. Во втором матче против Прованса, где Курдистан выиграл 3-0, сделал дубль. В 2012 году Курдистан выиграл Кубок мира VIVA впервые в своей истории, победив Северный Кипр 2-1, в финальном матче Халкурд забил гол с пенальти.

## Достижения
- Чемпион Ирака (1): 2011/12
- Серебряный призёр чемпионата Ирака (1): 2010/11
- Серебряный призёр Кубка АФК: 2012
- Бронзовый призёр Кубка АФК: 2011
- Победитель VIVA World Cup (1): 2012
- Серебряный призёр VIVA World Cup (1): 2009, 2010
- Бронзовый призёр Al Nakba Cup (1): 2012

## Примечание
- http://www.goalzz.com/main.aspx?player=16420
- http://www.footballdatabase.eu/football.joueurs.halgurd-mulla.mohammed.71915.en.html
- Профиль на сайте National Football Teams (англ.)